# Milió d'anys
Un milió d'anys o Mega-annum (Ma) és una unitat de mesura del temps utilitzada en diverses disciplines de les ciències de la Terra i de l'Univers per a quantificar durades geològiques o astronòmiques. En certa manera, és la unitat bàsica de l'estratigrafia. En textos anglòfons també es pot trobar l'expressió mya, per million years ago ('fa [n] milions d'anys').
La Terra es formà fa una mica més de 4.500 Ma, és a dir, 4.500 milions d'anys. Les condicions de la vida s'hi desenvoluparen al llarg de períodes molt llargs (eons, eres i períodes), molt difícils de conceptualitzar, i un coneixement «precís» dels quals probablement no serà mai possible (almenys en termes d'indicadors temporals). Tanmateix, la unitat Ma serveix per a realitzar una divisió satisfactòria d'aquestes zones de la història de la Terra i a elaborar una escala dels temps geològics útil.
En estratigrafia, les dades expressades en Ma són sempre orientades vers el passat, i el punt d'inici és considerat l'actualitat (un «avui» que no cal que tingui una precisió d'anys o mil·lennis, tenint en compte la durada d'un sol Ma. Es poden trobar dates absolutes (com ara 542 Ma) o amb senyals matemàtics (com ara –542 Ma); en tots els casos, es tracta de n milions d'anys en el passat, i mai en el futur.
Ga (Giga-annum) és un terme similar que es refereix a un miler de milions d'anys, mentre que Ka (Kilo-annum) es refereix a un mil·lenni en contextos científics.